# Giorgio Ariani
Giorgio Ariani né à Ferrare le 26 mai 1941 et mort à Empoli le 5 mars 2016, est un acteur et humoriste italien.

## Biographie
Né à Ferrare, Giorgio Ariani a grandi à Florence et a commencé sa carrière en se produisant dans des spectacles comiques dans les cabarets régionaux. Il  est devenu connu grâce à sa participation aux spectacles de variété de la RAI comme Supersera et Ci pensiamo giovedì. Il a également été actif dans des films, en particulier au début des années 1980. Il était par ailleurs connu du public italien en tant que voix de doublage.
Dans les dernières années,  Ariani dirige une école de théâtre à Campi Bisenzio. Il est mort, âgé de 74 ans, après une longue maladie. Il était marié et père de trois enfants.

## Filmographie
- 1982 : Sturmtruppen II (Sturmtruppen 2 - Tutti al fronte) de Salvatore Samperi